# Berlinia occidentalis
Berlinia occidentalis là một loài rau đậu thuộc họ Fabaceae.
Loài này có ở Bờ Biển Ngà, Ghana, Liberia, và Sierra Leone.